# Иуда Головлёв (группа)
Иуда Головлёв — советская и российская рок-группа, основанная в 1981 году в Саратове Сергеем "Сэмом" Тяпкин и Дмитрием "Джимом" Петровым. Первая версия группа распалась в 1992 году. В 2006 группа снова возродилась, ведомая Михаилом Авиловым и Дмитрием "Джимом" Петровым

## История
Группа «Иуда Головлёв» была образована в Саратове в 1981 году Дмитрием «Джимом» Петровым и Сергеем «Сэмом» Тяпкиным. Название группы «Иуда Головлев» было выбрано по аналогии с «Uriah Heep». К активной концертной деятельности группу «подтолкнул» посетивший Саратов и случайно услышавший «Иуду Головлёва» известный рок-текстовик Александр Елин.
В 1986 году по инициативе группы был создан саратовский рок-клуб. Группа активно концертировала до 1991 года, участвовала во множестве рок-фестивалей (, «Рок-периферия», «Закрытая зона» и др.). В качестве звукооператора с группой ездил Александр Файфман, ныне генеральный продюсер ТК Первый канал.
Распалась в начале 90-х в связи с отъездом Сэма Тяпкина.
В 2006 году, в связи с 20-летием Саратовского рок-клуба, группа воссоединилась. Из «старого» состава в группу вошли Дж. Петров, М. Авилов и А. Горев.

## Состав

### Текущий состав
- Михаил Авилов — гитара, вокал (1983—1992, с 2006)
- Александр Мозгунов — лидер-гитара (с 2007)
- Артём Свердлов — барабаны (с 2012)

### Бывшие участники
- Сергей «Сэм» Тяпкин — вокал, гитара (1981—1992)
- Игорь Пяткин — гитара (1985—1986)
- Сергей Мамонтов — гитара (1985—1986)
- Владимир Колюк — саксофон (1986—1987)
- Дмитрий Удинцов — саксофон (1987—1988)
- Сергей «Кабуча» Канаичев — саксофон (1988—1992, 2006—2007)
- Роман Окороков — барабаны (1985—1988)
- Игорь Стрижов — барабаны (1988—1992)
- Владимир «Боб» Рыгалов — клавишные (1981—1986)
- Юрий Шестюк — фортепиано (1985—1986)
- Андрей Виниченко — клавишные (1988—1991)
- Константин Туркин (экс-«Запретная Зона») — барабаны (2006—2009)
- Андрей Жидков — барабаны (2009—2012)
- Алексей Горев — клавишные (1991—1992, 2006—2018)
- Дмитрий «Джим» Петров — бас, вокал (1981—1992, 2006—2025)

## Дискография
- Сборник лучших песен (2012)